# Мисита, Веселин
Веселин Мисита (серб. Veselin Misita / Веселин Мисита; 19 марта 1904, Буна, около Мостара — 31 августа 1941, Лозница) — югославский военный, подполковник Югославской королевской армии, служивший в четниках Дражи Михайловича. Участвовал в битве за освобождение города Лозница, во время боёв погиб. Прадед политика Воислава Шешеля по материнской линии.

## Биография

### Ранние годы
Получал начальное образование в Баня-Луке, окончил там же гимназию с отличием. В 1934 году окончил Военную академию в Сараево, обучался за границей во Франции и Чехословакии, где выучил французский, немецкий и чешский языки. Имел успешную военную карьеру, дослужился перед войной до звания майора в югославской королевской армии. Был также известным спортсменом: до войны выиграл соревнования по лыжным гонкам среди военнослужащих.

### Война и переход к четникам
Мисита встретил Апрельскую войну, будучи командиром артиллерийского полка в Баня-Луке и звании подполковника. Отказался принимать капитуляцию и с группой офицеров скрылся от немецкой военной администрации. В мае 1941 года под Добоем столкнулся с отрядом усташей, после чего узнал об их зверствах в отношении мирных югослав в частности сербов. После этого Мисита заявил, что будет вести войну против коллаборационистов и оккупантов до победного конца или до своей гибели. В Западной Сербии около Сувобора тем временем собралась группа офицеров, ведомая полковником Драголюбом Михайловичем, который занялся формированием партизанского движения против немецких оккупантов и их союзников. Мисита, узнав об этом, в июле 1941 года прибыл на Равну-гору к Михайловичу.
Михайлович распределил своих подчинённых по регионам. Мисита вместе с капитаном Драгославом Рачичем и майором Лукияном Пантеличем были отправлены в Подринье, Цер и Мачву, занявшись вербовкой добровольцев. Летом 1941 года были сформированы штабные роты, Ядарский и Церский четницкие отряды. Ядарский отряд с горы Гучево был возглавлен майором Воиславом Пантеличем и лейтенантом запаса, иеромонахом Георгием Боичем, а капитан Рачич и младший лейтенант Ратко Теодосиевич возглавили Церский четницкий отряд на горе Цер.

### Битва при Лознице
В начале августа 1941 года подполковник Веселин Мисита и майор Бошко Тодорович получили инструкции от Михайловича и Рачича на горе Цер о начале боёв против немцев и усташей в Восточной Боснии и Подринье. Тодорович направился в Восточную Боснию на помощь югославскому населению, а Мисита прибыл в монастырь Троноша, где переговорил с игуменом Георгием Боичем и начал готовить Ядарский отряд к боям в Подринье. 30 августа 1941 было принято решение об атаке Лозницы: на совещании присутствовали также капитан артиллерии 1 класса Драгослав Рачич, лейтенанты Лазарь Савич и Ратко Мартинович, лейтенант запаса Никола Гордич и британский инженер-разведчик Герберт Мюллер. Мисита был назначен командующим всеми силами.
Атака на Лозницу началась 31 августа: в ней были задействованы 1700 человек. Мисита закидывал гранатами немцев у кафаны Лазе Хайдуковича, где те разместили пулемётное гнездо. В ходе боёв Мисита был смертельно ранен, но его отряд сумел выбить немцев. Командование приняли капитан Богдан Дрляча и лейтенант Георгий Боич. В ходе боёв в плен попали 93 немца, число убитых и раненых немцев не было подсчитано (однако потери были у немцев очень высокими).

## Память
Взятый войсками Веселин Мисита город Лозница стал первым городом в оккупированной Европе, который был отбит прямо у немцев (в Смоленском сражении в том же году немцы впервые перешли к обороне, но всё же удержали город). Королевское правительство посмертно произвело Веселина Миситу в полковники армии и наградило его Орденом Звезды Карагеоргия.